# John Stevens (Ingenieur)

John Stevens 1749–1838

John Stevens (* 1749 in Provinz New York; † 3. März 1838 in Hoboken (New Jersey)) war Schatzmeister von New Jersey im Amerikanischen Revolutionskrieg. Zum Ende des Krieges erwarb er das Land, auf dem später Hoboken liegen sollte. Er galt als Erfinder von Dampfbetriebenen Schiffen und Lokomotiven. Er trat gegenüber dem Kongress als Verfechter Geistigen Eigentums auf, was zu dem Gesetz über Patentrecht führte.

Die Villa Stevens am Castle Point in Hoboken N.J. 1855 erfolgte ein Neubau

## Leben
Seine Eltern waren John Stevens, dessen Vater John 1699 nach Amerika gekommen war, so dass er John III. war und die Mutter Elizabeth, Tochter von James Alexander, und Schwester von William Alexander, dem amerikanischen General aus dem Amerikanischen Unabhängigkeitskrieg (1775–1783), bekannt als „Lord Sterling“.
Er wuchs in Perth Amboy New Jersey auf, wo sein Vater das Amt eines Kämmerers ausübte. Er erhielt Unterricht von Privatlehrern und im Kenersley’s College in der Nähe von Woodbridge. 1760 zogen seine Eltern zurück nach New York und nach seinem Schulabschluss 1762 zog er zu seinen Eltern. Vier Jahre später besuchte er das King’s College (heute Columbia University), graduierte 1768 und studierte Jura während der nächsten drei Jahre. 1771 erhielt er seine Zulassung als Rechtsanwalt, übte aber diesen Beruf nicht aus. Stattdessen half er seinem Vater in dessen Geschäfte als Reeder und Kaufmann sowie politischen Aufgaben in New Jersey und war gelegentlich als „special aide“ (besondere Hilfe) für Gouverneur William Franklin tätig.
Mit Kriegsausbruch bot er seine Dienste General George Washington an und wurde sofort als Captain des Regiments Hunterdon County N. J. angenommen. Seine Aufgabe war es, Geld für die Kontinental-Armee einzusammeln. Einige Monate später wurde er zum Schatzmeister von New Jersey ernannt und übte dieses Amt für die Dauer des Krieges aus. Dabei stieg er zum Colonel auf. 1782–83 war er General-Aufseher über die östlichen Divisionen in New Jersey, mit Sitz in Trenton.
Im März 1783 ersteigerte Colonel Stevens das Land von Hobuck Island (heute Hoboken), das von William Bayard, der der Armee des englischen Königs beigetreten war, konfisziert worden war, für die Summe von £8.360. Ebenso kaufte er das angrenzende Stück Land von Weehawken. Der Kauf von so viel Land erregte die Gemüter von New York ebenso wie das von ihm gebaute Haus. In den Zeitungen wurde das Haus „Stevens Villa“ genannt, aber er bezeichnete es einfach als „The Castle“, das Schloss. Während der nächsten drei Jahre war er damit beschäftigt, das Land zu entwickeln und ein Heim für seine Familie zu bauen. Nach seiner Hochzeit war er mit seiner Frau in das alte Haus seines Vaters in New York,7 Broadway, gegenüber Bowling Green, gezogen. Sie wohnten dort bis 1814 und nutzten Hoboken ab 1786 nur während der Sommermonate. Ab 1814 lebten sie ständig in ihrem Schloss. Colonel Stevens genoss seinen neuen Besitz und seine Frau stand ihm bei der Einrichtung der über 20 Räume zur Seite. Er rühmte sich damit, dass der Blick aus jedem der Fenster von unübertroffener Schönheit sei, weil das Haus einer Anhöhe stand.

### Fotogalerie

Blick auf Hoboken von der Fähre um 1838
Blick auf New York von Hoboken um 1838

## Leistungen

### Die Schiffe
1787 sah er John Fitchs Dampfboot auf dem Delaware Fluss, in der Nähe von Burlington, N. J. als es gegen die Strömung fuhr. Er war so erregt, dass er sein Pferd zum Landeplatz des Bootes peitschte, wo er die Maschine und den Mechanismus der durch Dampf angetriebene Paddel untersuchte. Die Ideen von John Fitch und James Rumsey beflügelten ihn, in seiner Werkstatt eigene Versuche zu unternehmen und er studierte die Zeichnungen von Thomas Savery.
Straßen waren damals nicht gepflastert, wie wir sie heute kennen. Zum Transport von Handelsgütern waren sie mit Holzplanken ausgelegt, damit die Händler mit Pferd und Wagen sowie Reisende sie leichter passieren konnten. Bevor die Eisenbahn kam, waren sie das einzige Mittel, um von einem Ort zum anderen zu gelangen, z. B. von der Küste über die Appalachen. Da die Vereinigten Staaten durch die Einwanderung kontinuierlich wuchsen und der Handel zunahm, boomte der Straßenbau zu Beginn des 19. Jahrhunderts. Die „Turnpikes“ boten sichere und zuverlässige Straßen für Händler und Reisende. Sie verlangten Straßenzoll (Maut), weil sie privat finanziert waren. Oftmals brachte eine Aktiengesellschaft das nötige Kapital für die Finanzierung auf. Schon Stevens Vater war während des Krieges Kommissar für die Turnpikes gewesen und am 30. November 1802 gründete Colonel John die Firma „Bergen Turnpike“, die von Hoboken nach Hackensack über Ridgefield und Little Ferry führte.
Stevens ließ sich einen verbesserten Boiler und eine Dampfmaschine patentieren. Er brachte Robert R. Livingston (1746–1813), seinen Schwager und Freund aus College-Zeiten, dazu, mit ihm ein Dampfboot zu bauen. Sie taten sich mit dem Mechaniker Nicholas Roosevelt zusammen und – nach mehreren Versuchsmodellen – baute Stevens die Little Juliana. Das 1804 fertiggestellte Boot benutzte eine neue Hochdruck-Dampfmaschine und zwei Schrauben-Propeller, um den Hudson zu überqueren.
Livingston, der ein exklusives Nutzungsrecht für Dampfboote auf dem Hudson gekauft hatte, befand sich inzwischen in Frankreich, wo er den amerikanischen Erfinder Robert Fulton davon überzeugte, sein 5 Meilen pro Stunde fahrendes Dampfschiff zukünftig in Amerika zu bauen. Bei seiner Rückkehr war Livingston nicht beeindruckt von der Little Juliana, die nicht die vertraglich vereinbarte Geschwindigkeit erreichte. Er bot Stevens eine Beteiligung an Fultons zukünftigem Dampfboot an, aber Stevens schlug das Angebot aus, weil er meinte, dass Livingston sein Wort gebrochen habe. Am 11. Oktober 1811 begann die Juliana mit dem Fährverkehr von der New Yorker Barclay Street nach Hoboken (New Jersey).
John R. Livingston kaufte 1808 von seinem Bruder Robert R. Livingston das Recht, ein Dampfboot zwischen New York und New Jersey zu betreiben. Sehr zum Ärger von Stevens wurde am 11. April 1808 das Livingston-Fulton-Monopol von der New Yorker Legislative um fünf Jahre verlängert für jedes zusätzliche Schiff, das sie zu Wasser brachten, längstens jedoch für 30 Jahre.
Stevens ließ seinen ersten Ozean-Dampfer, die 30 m lange „Phoenix“, zu Wasser, nur wenige Tage nachdem Fultons Clermont 1807 ihre erfolgreiche Reise von New York nach Albany angetreten hatte. Stevens setzte die Phoenix für den Fährdienst über den Delaware Fluss ein, während die Livingston-Fulton-Fähre exklusiv auf dem Hudson fuhr. Es war das erste Schiff seiner Kategorie, das von New York nach Philadelphia über den Atlantik fuhr.

### Die Lokomotive
Zusammen mit seinen Söhnen entwickelte er neben der Technik für Dampfschiffe und Fähren auch verschiedenste Elemente der Eisenbahntechnik. 1826 gilt als das Jahr, in dem die erste in den USA gebaute Lokomotive in Betrieb genommen wurde. Gebaut wurde sie von Stevens und seinem Sohn Robert. Als Teststrecke diente ein Schienenring, der auf einem Acker verlegt worden war.

## Familie
Er war der Sohn eines Mitglieds des Kontinentalkongresses, der ebenfalls John Stevens hieß. Am 17. Oktober 1782 heiratete er Rachel, Tochter von Col. John Cox aus Bloomsbury N. J.
Sie hatten 11 Kinder:
- John Cox Stevens (24. September 1785–1857), (Gründer und erster Commodore des New York Yacht Club sowie Initiator des Baus der America (Yacht) und des nach ihr benannten America’s Cup).
- Robert Livingston Stevens (18. Oktober 1787–1856), führte die „Wellenform“ im Schiffbau ein. Erfinder des T-Schienenprofils, importierte die erste Lokomotive von England, war Präsident der Camden and Amboy Railroad, der ersten Eisenbahnstrecke, die in New Jersey gebaut wurde.
- James Alexander Stevens (29. Januar 1790–1873)
- Richard Stevens (16. Februar 1792–1835)
- Francis Bowes Stevens (5. Juni 1793–1812)
- Edwin Augustus Stevens (28. Juli 1795–1868), Gründungsstifter des Stevens Institute of Technology
- Elizabeth Juliana Stevens (18. April 1797–1821)
- Mary Stevens (7. August 1799–1825), erste Ehefrau des Konteradmirals Joshua R. Sands[9]
- Harriet Stevens (29. Dezember 1801–1844), zweite Ehefrau von Joshua R. Sands
- Esther Cox Stevens (6. August 1804–?)
- Catherine Sophia Van Cortlandt Stevens (27. Mai 1806–?)